# Crawford & Company
Crawford & Company ist ein börsennotiertes US-amerikanisches Unternehmen, das in der Schadensabwicklung aktiv ist. Crawford wird von Erstversicherern beauftragt, bei Schadensfällen die Schadenshöhe und Schadensursachen zu bestimmen und fertigt Berichte hierzu an. Das Unternehmen wird auch nach Beauftragung von Rück- und Eigenversicherern tätig. Crawford & Company beschäftigt eigene Sachverständige für die Evaluierung von Schäden an Gebäuden, technischen Anlagen und Kraftfahrzeugen.
Im Jahr 1941 gründete Jim Crawford sein erstes Büro für Schadensabwicklung in Columbus, Georgia. Mit der Eröffnung eines Londoner Büros 1957 begann die internationale Expansion des Unternehmens. Seit 1968 ist Crawford & Company ein börsennotiertes Unternehmen.